# دهه پنجاه وحشی
دهه پنجاه وحشی (آلمانی: Die wilden Fünfziger) یک فیلم کمدی محصول ۱۹۸۳ کشور آلمان غربی است.